# BEAN
BEAN — симметричный алгоритм синхронного потокового шифрования, основанный на алгоритме Grain. Является представителем так называемых «облегчённых» шифров, то есть ориентированных на аппаратную реализацию внутри устройств с ограниченной вычислительной мощностью, малой памятью и малым энергопотреблением (например, RFID-метки или сенсорные сети). Был предложен в 2009 году Нави Кумаром, Шрикантой Ойха, Критикой Джайн и Сангитой Лал.

## Описание

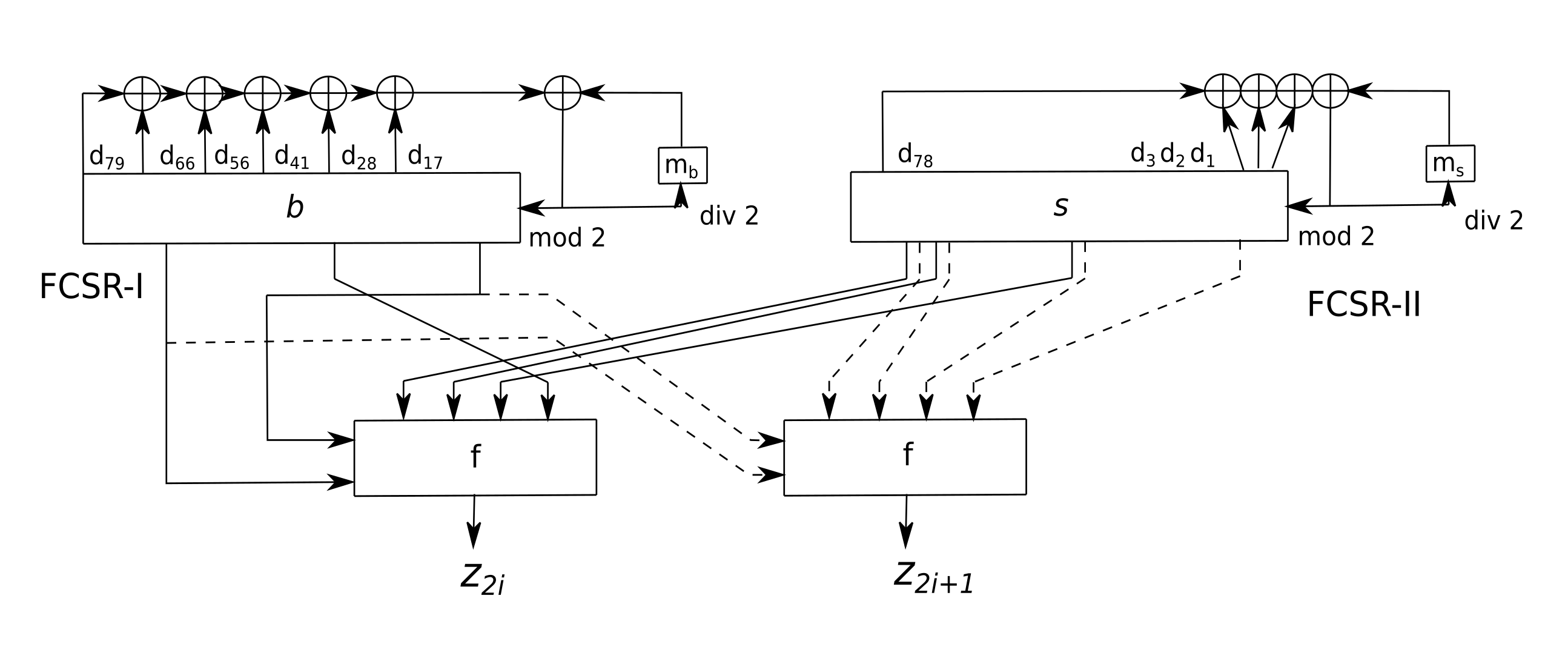
Структура шифра BEAN

В симметричных потоковых алгоритмах шифрование (или дешифрование) происходит путем гаммирования, то есть  «наложения» случайной последовательности бит (гаммы) на открытый текст (или шифротекст соответственно). Под «наложением» понимается операция XOR над битами гаммы и текста. Гаммирующая последовательность, которая также называется keystream (поток ключей), получается с помощью генераторов псевдослучайных чисел .
Подобно Grain, BEAN состоит из двух 80-битных регистров сдвига и функции вывода. Но если в Grain применяются один регистр с линейной обратной связью (LFSR) и один регистр с нелинейной функцией обратной связи (NFSR), то в BEAN используются два регистра сдвига с обратной связью по переносу (FCSR). LFSR используется в Grain для большего периода последовательности, а NFSR для обеспечения нелинейности. FCSR в BEAN сочетает оба этих свойства, при этом оставаясь таким же компактным на аппаратном уровне.
В обоих регистрах очередной записываемый бит равен сумме по модулю 2 всех отводов ячеек регистра. Такая реализация называется конфигурацией Фибоначчи. Тогда как в Grain регистры реализованы по конфигурации Галуа, то есть последний 79-й бит без изменений записывается на 0-е место, а в каждую следующую {\displaystyle i}-ю ячейку записывается сумма по модулю 2 предыдущей {\displaystyle (i-1)}-й и отвода 79-й ячейки.

### Регистры FCSR
Оба регистра имеют длину 80 бит. Обозначим их как FCSR-I и FCSR-II, а их состояния на {\displaystyle i}-ом такте как {\displaystyle \mathbf {B} ^{i}} и {\displaystyle \mathbf {S} ^{i}} соответственно:
{\displaystyle \mathbf {B} ^{i}=(\mathbf {b} ^{i},m_{b}^{i})=(b_{i},...,b_{i+79},m_{b}^{i})}
{\displaystyle \mathbf {S} ^{i}=(\mathbf {s} ^{i},m_{s}^{i})=(s_{i},...,s_{i+79},m_{s}^{i})}

#### FCSR-I
Функция обратной связи FCSR-I {\displaystyle f(x)} задаётся примитивным многочленом 80-й степени:
{\displaystyle f(x)=1+x^{18}+x^{29}+x^{42}+x^{57}+x^{67}+x^{80}}
то есть обновление состояния FCSR-I на очередном такте выглядит следующим образом:
{\displaystyle \sigma _{b}^{i}=b_{i+62}+b_{i+51}+b_{i+38}+b_{i+23}+b_{i+13}+b_{i}+m_{b}^{i}}
{\displaystyle b_{i+80}=\sigma _{b}^{i}\operatorname {mod} 2}
{\displaystyle m_{b}^{i+1}=\sigma _{b}^{i}\operatorname {div} 2}

#### FCSR-II
Аналогично для FCSR-II функция обратной связи:
{\displaystyle f(x)=1+x^{2}+x^{3}+x^{4}+x^{79}}
Обновление состояния:
{\displaystyle \sigma _{s}^{i}=s_{i+78}+s_{i+77}+s_{i+76}+s_{i+1}+m_{s}^{i}}
{\displaystyle s_{i+80}=\sigma _{s}^{i}\operatorname {mod} 2}
{\displaystyle m_{s}^{i+1}=\sigma _{s}^{i}\operatorname {div} 2}

### Функция вывода
Булева функция {\displaystyle f(x_{1},...,x_{6})} используется для генерации гаммы. Авторы алгоритма задают её с помощью S-блока, принимающего на вход 6 бит (2 бита определяют строку и 4 бита определяют столбец) и возвращающего слово из 4 бит. Но поскольку из слова дальше берётся только последний бит, {\displaystyle f(\cdot )} можно представить в виде полинома Жегалкина:
{\displaystyle f(x_{1},...,x_{6})=x_{1}\oplus x_{4}\oplus x_{1}x_{2}\oplus x_{1}x_{3}\oplus x_{1}x_{4}\oplus x_{1}x_{5}\oplus x_{2}x_{5}}{\displaystyle \oplus x_{2}x_{6}\oplus x_{3}x_{4}\oplus x_{3}x_{5}\oplus x_{3}x_{6}\oplus x_{4}x_{6}\oplus x_{5}x_{6}\oplus }
{\displaystyle \oplus x_{1}x_{2}x_{5}\oplus x_{1}x_{2}x_{6}\oplus x_{1}x_{3}x_{4}\oplus x_{1}x_{3}x_{6}\oplus x_{1}x_{4}x_{5}\oplus x_{1}x_{4}x_{6}}{\displaystyle \oplus x_{2}x_{3}x_{6}\oplus x_{2}x_{4}x_{5}\oplus x_{2}x_{4}x_{6}\oplus x_{2}x_{5}x_{6}\oplus x_{3}x_{4}x_{5}\oplus }
{\displaystyle \oplus x_{3}x_{4}x_{6}\oplus x_{4}x_{5}x_{6}\oplus x_{1}x_{2}x_{3}x_{5}\oplus x_{1}x_{2}x_{3}x_{6}\oplus x_{1}x_{2}x_{4}x_{5}}{\displaystyle \oplus x_{1}x_{2}x_{4}x_{6}\oplus x_{1}x_{2}x_{5}x_{6}\oplus x_{1}x_{3}x_{4}x_{5}\oplus x_{1}x_{3}x_{4}x_{6}\oplus }
{\displaystyle \oplus x_{1}x_{3}x_{5}x_{6}\oplus x_{1}x_{4}x_{5}x_{6}\oplus x_{1}x_{2}x_{3}x_{4}x_{6}\oplus x_{1}x_{2}x_{4}x_{5}x_{6}}
Биты гаммы {\displaystyle z_{0},z_{1},z_{2},...} находятся следующим образом:
{\displaystyle z_{2i}=f(b_{i+23},b_{i+73},s_{i+5},s_{i+9},s_{i+29},b_{i+51})}
{\displaystyle z_{2i+1}=f(b_{i+23},b_{i+73},s_{i+5},s_{i+9},s_{i+29},s_{i+67})}
Таким образом, за один такт генерируются сразу два бита.

### Инициализация состояния
Инициализация происходит путём загрузки 80-битного ключа {\displaystyle K=(k_{0},k_{1},...,k_{79})} в регистры FCSR-I и FCSR-II:
{\displaystyle b_{i}=k_{i+81},} {\displaystyle i=-81,...,-2}
{\displaystyle s_{i}=k_{i+81},} {\displaystyle i=-81,...,-2}
Регистры переноса инициализируются нулями: {\displaystyle m_{s}^{i-81}=m_{b}^{i-81}=0}.
Затем FCSR делают 81 такт вхолостую, после чего начинается генерация гаммы.

## Производительность
BEAN обеспечивает хороший баланс между безопасностью, скоростью и стоимостью реализации. Grain может генерировать два бита гаммы за такт, используя дополнительные аппаратные средства. Тогда как BEAN справляется с этой задачей без дополнительного оборудования.
Как утверждают авторы алгоритма, генерация {\displaystyle 10^{7}} бит с помощью BEAN происходит в среднем в 1.5 раза быстрее, чем с помощью Grain, а потребляемая память уменьшается на 10 %.

## Безопасность
Важной целью при разработке криптографического алгоритма является достижение лавинного эффекта, который заключается в том, что при изменении одного бита ключа (открытого текста) как минимум половина битов гаммы (шифротекста) изменится. Для сравнения BEAN и Grain было взято 1000000 случайных 80-битных ключей, и для каждого ключа было сгенерировано 80 бит гаммы с помощью обоих алгоритмов. Как утверждают авторы, в BEAN для 65,3 % ключей полученные биты удовлетворяют условиям лавинного эффекта, тогда как в Grain эта доля составляет 63,1 %.
Алгоритм был также протестирован на статистических тестах NIST, которые не показали отклонение генерируемого потока ключей от случайной последовательности.
В 2011 Мартин Агрен и Мартин Хелл в своей статье указали на неоптимальность функции вывода. Они предложили алгоритм эффективного различителя для BEAN, а также алгоритм атаки на восстановление ключа, который несколько быстрее полного перебора ({\displaystyle 2^{73}} в предложенном алгоритме против {\displaystyle 2^{80}} при полном переборе) и не затратен по памяти.
В 2013 теми же авторами в сотрудничестве с Хуэй Вонгом и Томасом Йоханссоном были обнаружены новые корреляции между битами ключа и битами гаммы, что привело к созданию ещё более эффективного алгоритма атаки на восстановление ключа ({\displaystyle 2^{57.53}}). Кроме того, были предложены некоторые улучшения FCSR, а также более эффективные функции вывода, стойкие к известным методам атаки.

## Применение
Как и многие алгоритмы «облегчённой» криптографии, BEAN может находить своё применение в RFID метках, беспроводных сенсорных сетях, а также во встраиваемых системах.